# Ébauche (usinage)
Une ébauche est la première forme que l'on donne à une réalisation particulière avant la réalisation finale. Le terme se retrouve dans différents domaines d'activités, savoir:

## En mécanique
- En Usinage une ébauche  est une passe importante de matière, souvent « brouillonne », qui sert à vite se rapprocher de la cote nominale demandée.

## En construction
- Dans le travail de la pierre une ébauche est la première forme que l'on donne à un bloc de pierre, soit sur ses lits, soit sur ses parements.